# Ossario di Custoza
L'Ossario di Custoza è un monumento storico, posto sulla cima del colle Belvedere presso Custoza, frazione del comune di Sommacampagna, nella provincia di Verona. Fu opera dell'architetto veronese Giacomo Franco
e venne inaugurato il 24 giugno 1879, tredicesimo anniversario della Battaglia di Custoza del 1866, parte della Terza guerra d'indipendenza italiana.

## Storia

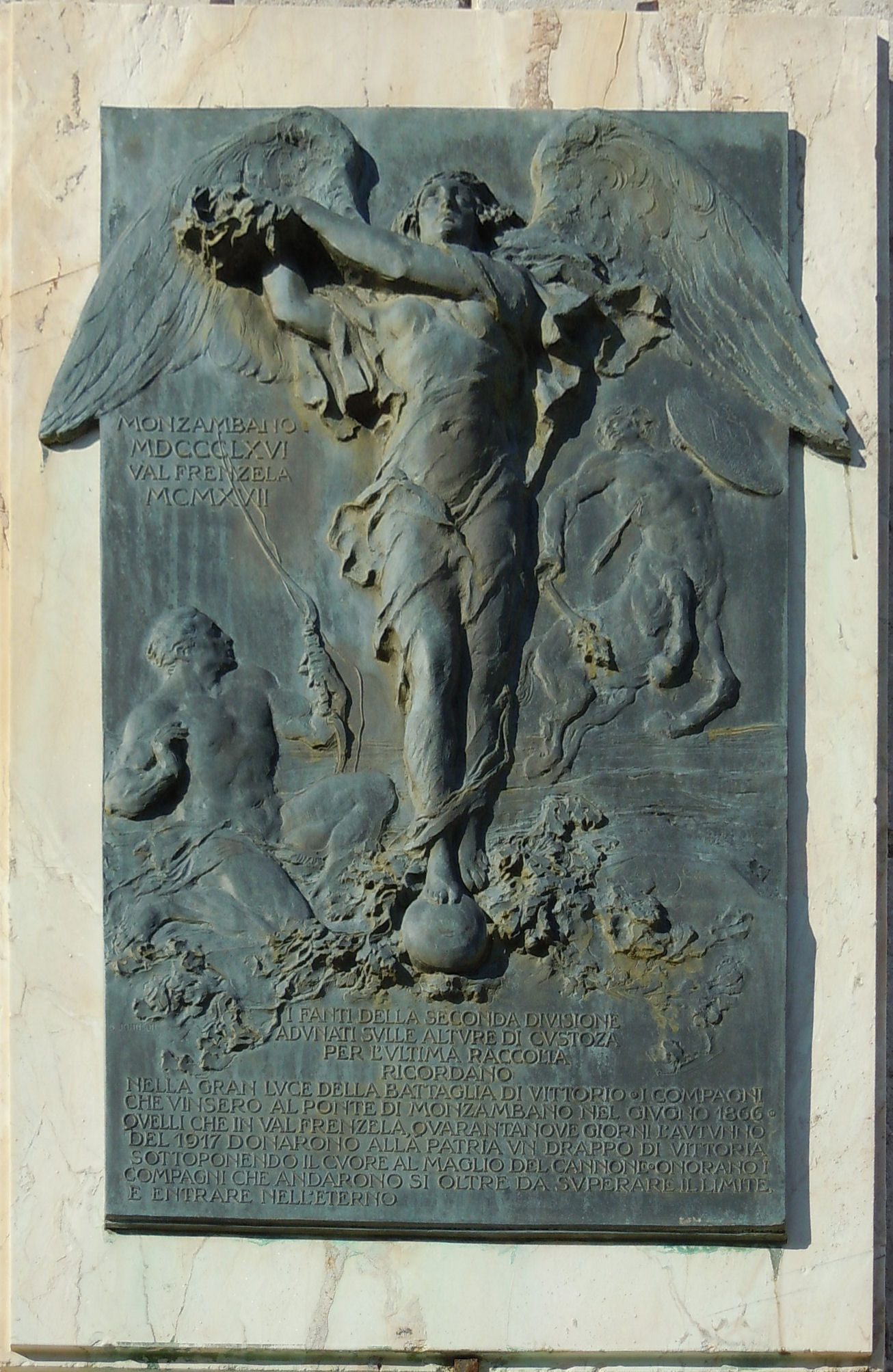
Lapide posta sul fianco

Ispirato da un'idea del parroco di Custoza, don Gaetano Pivatelli (1832-1900), l'Ossario venne realizzato grazie all'intervento di un comitato di cui facevano parte, fra gli altri, il sindaco di Verona, Giulio Camuzzoni, il poeta Aleardo Aleardi e il politico Angelo Messedaglia.
Il luogo scelto per l’edificazione dell’imponente monumento fu un punto panoramico sul colle del Belvedere, questo terreno venne donato allo stato italiano dai conti Bevilacqua Lazise.
Venne inaugurato alla presenza del principe Amedeo di Savoia duca d'Aosta e dei rappresentanti dell'impero asburgico, il 24 giugno del 1879.
Il monumento raccoglie i resti dei soldati dell'esercito italiano e di quello austriaco. Quest'ultimo era inoltre composto anche da soldati veneti, morti nelle due battaglie di Sommacampagna e Custoza (1848 e 1866), inserite nel contesto della prima guerra d'indipendenza e della terza guerra d'indipendenza del Risorgimento italiano.
Al fine di approntarne il progetto, nel 1877 fu indetto dal Comitato dell'Ossario di Custoza un concorso nazionale cui aderirono una sessantina di ingegneri ed architetti. Il giorno 11 febbraio 1878 il Comitato dichiarò vincitore del concorso il veronese Giacomo Franco, il cui progetto venne scelto fra i 72 considerati più meritevoli.

## Struttura dell'ossario
Il monumento, a pianta ottagonale, è composto da 3 parti essenziali:
- Il ballatoio, posto a circa 13 metri d'altezza, è accessibile attraverso una scalinata che corre all'interno del monumento. Percorrendo il ballatoio si arriva a una sala che espone gli oggetti riesumati durante gli scavi compiuti per disseppellire i resti dei soldati.
- La cappella: reca sopra l'altare la foto di Don Gaetano Pivatelli. Conserva quattro lapidi (due italiane e due austriache) con i nomi degli ufficiali e dei sottufficiali caduti nelle battaglie del 1848 e 1866.
- La cripta: conserva i resti di 1894 caduti. I crani, disposti su mensole di pietra, sono nella maggior parte di militari ignoti. Nella cripta si trovano anche, all'interno di urne di vetro, le spoglie degli ufficiali italiani Luigi Giordanelli, Stefano Messaggi e Carlo Alberi.

## La casetta del custode
La casetta del custode, anch'essa progettata dall'architetto Giacomo Franco, è un edificio adiacente al monumento, realizzato nel 1879 e abitazione dei custodi fino al 2010. Nel 2018 sono state aperte al suo interno alcune sale espositive che ripercorrono gli eventi della battaglia del 1866 e della storia del monumento.